# NGC 2891
NGC 2891 est une galaxie lenticulaire située dans la constellation de la Boussole. NGC 2891 a été découverte par l'astronome britannique John Herschel en 1886.

## Caractéristiques
Sa vitesse par rapport au fond diffus cosmologique est de 2 703 ± 27 km/s, ce qui correspond à une distance de Hubble de 39,9 ± 2,8 Mpc (∼130 millions d'al).
À ce jour, une mesure non basée sur le décalage vers le rouge (redshift) donne une distance d'environ 21,500 Mpc (∼70,1 millions d'al). Cette valeur est à l'extérieur des valeurs de la distance de Hubble. Notons cependant que c'est avec la valeur moyenne des mesures indépendantes, lorsqu'elles existent, que la base de données NASA/IPAC calcule le diamètre d'une galaxie et qu'en conséquence le diamètre de NGC 2891 pourrait être d'environ 28,6 kpc (∼93 300 al) si on utilisait la distance de Hubble pour le calculer.

## Supernova
La supernova SN 2013cg a été découverte dans NGC 2891 les 6 mai 2013 par Pignata et al dans le cadre du programme de recherche de supernovas CHASE (CHilean Automatic Supernova sEarch). Cette supernova était de type Ia.